# Pfarrkirche Kappel am Krappfeld

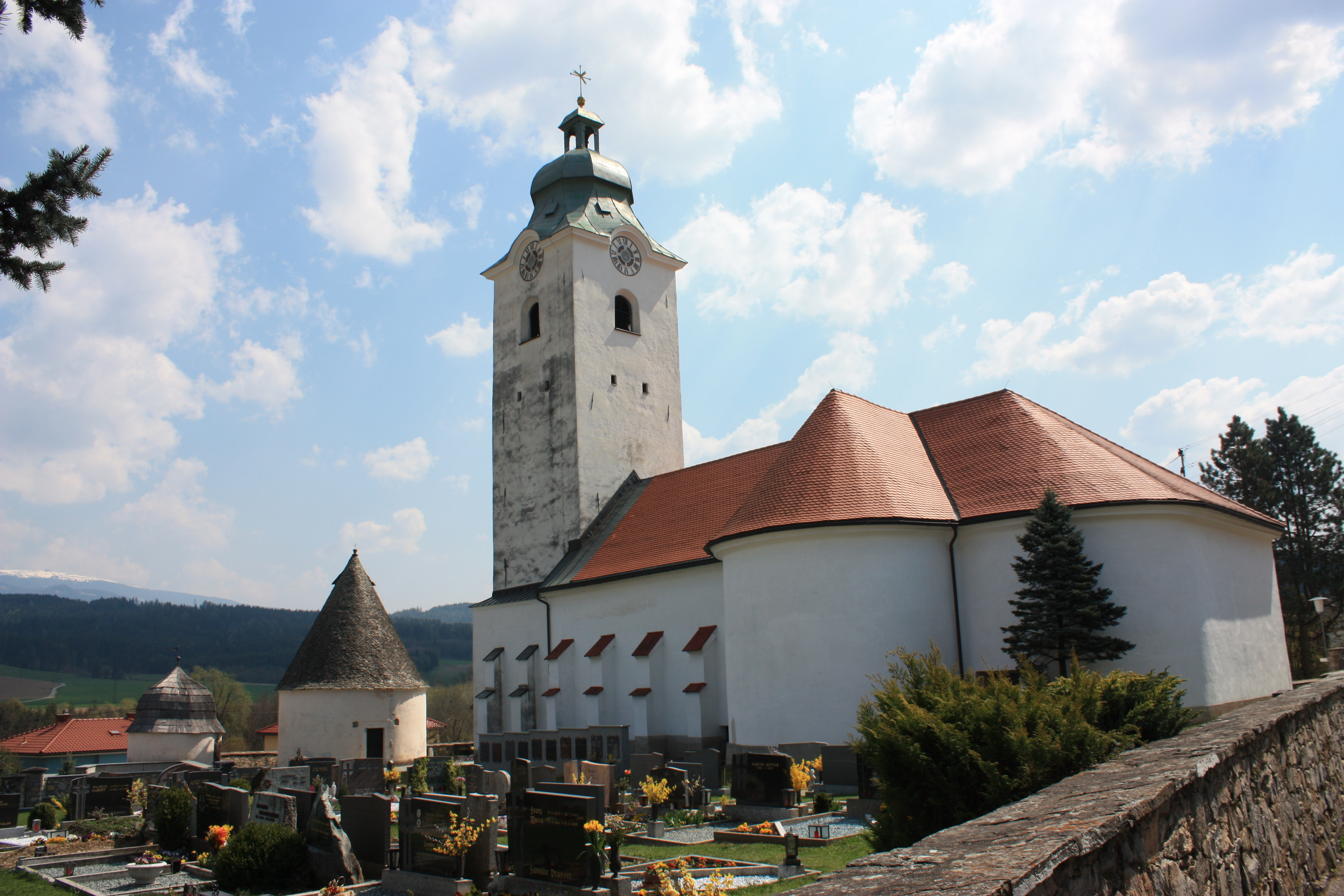

Die römisch-katholische Pfarrkirche Kappel am Krappfeld in der gleichnamigen Gemeinde ist dem Fest Pauli Bekehrung geweiht. Zur Pfarre gehört auch die Filialkirche Haidkirchen.

## Geschichte

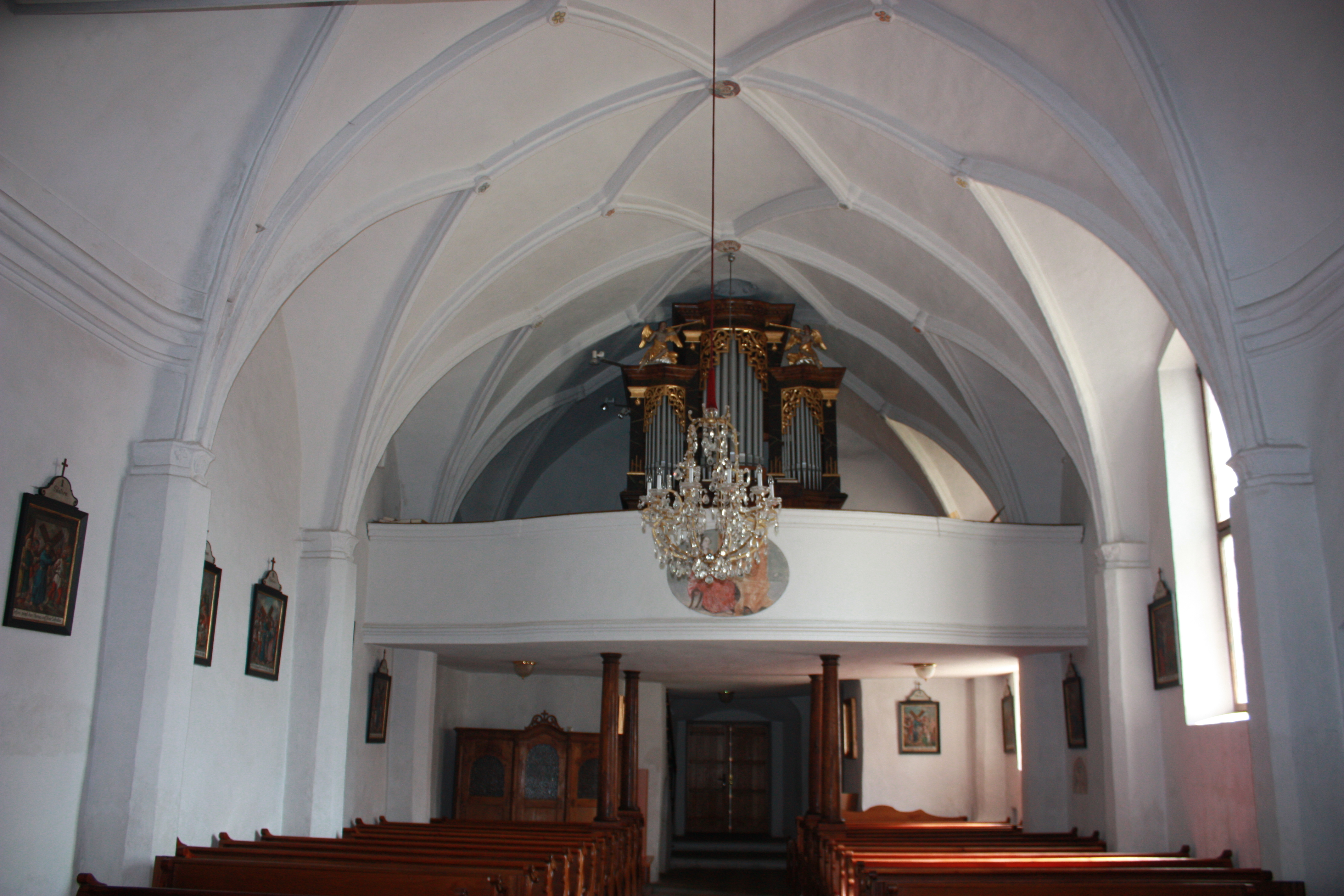
Blick zur Orgelempore

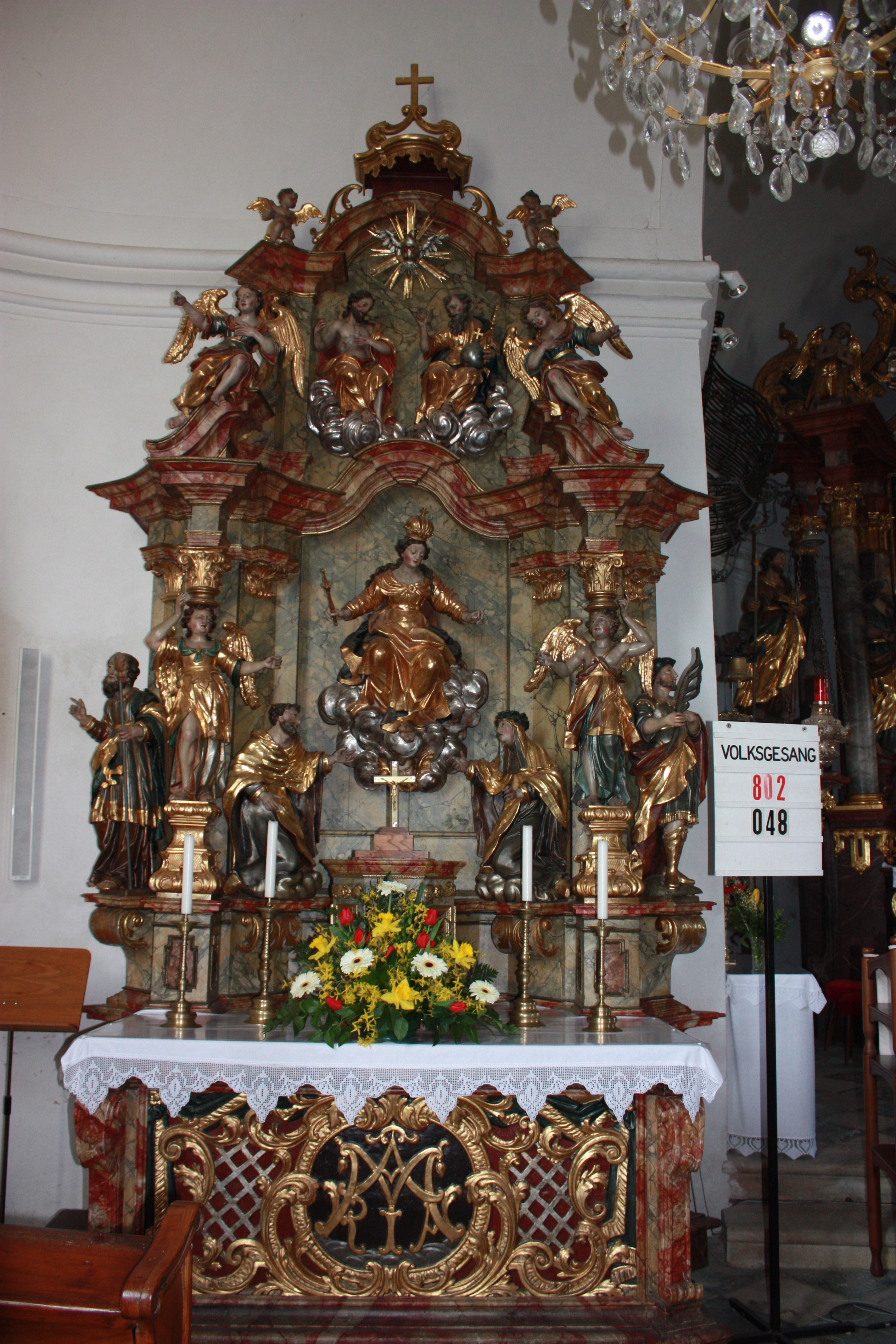
Marienaltar

1041 und 1060 wird eine „Chabellan“, eine Kapelle, am Krappfeld erwähnt. Bis 1144 gehörte Kappel zur Pfarre Friesach, danach gingen die Patronatsrechte an die Salzburger Erzbischöfe. 1158 wird ein Pfarrer Perenhardus in Kappel genannt.

## Baubeschreibung
Von der romanischen Chorturmkirche des 12. Jahrhunderts sind noch der Chorturm und Teile des Saalraumes vorhanden. Das spätgotische Sternrippengewölbe im Langhaus wurde 1513 errichtet. Zur selben Zeit wurde die den Turm östlich abschließende Apsis entfernt und durch einen rundbogigen Eingang mit gotischer Profilierung ersetzt und südlich des Turmes eine Sakristei angebaut. Damals wurde die Ausrichtung der Kirche von Osten nach Westen geändert. In der Mitte des 18. Jahrhunderts erfuhr die Kirche einen weitgehenden Umbau. Dabei wurde westlich des Langhauses ein Dreikonchenchor in Kleeblattforn – vermutlich nach Vorbild des Salzburger Doms – angebaut, südlich eine barocke Sakristei mit Empore im Obergeschoß hinzugefügt und der Kirchturm mit einer welschen Haube bekrönt. 1965 wurde der Turm zur Sicherung bis in Langhaushöhe mit einem Betonmantel versehen.
An der Kirchenaußenmauer finden sich ein großes Kruzifix aus dem 19. Jahrhundert, die spätgotische Priestergrabplatte des Christian Tumerler (um 1500) sowie eine römische Spolie.
Das Sternrippengewölbe im vierjochigen Langhaus ruht auf Wandpfeilern mit ornamental geschmückten, spätgotischen Kapitellen. An der Brüstung der barocken Sängerempore ist ein ovales Gemälde mit der Orgel spielenden Cäcilia zu sehen.

## Einrichtung
Die drei Altäre und die Kanzel aus der Mitte des 18. Jahrhunderts stammen aus der Werkstatt Johann Pachers. Der Hochaltar zeigt am Altarblatt den Sturz des Heiligen Paulus, flankiert von den Schnitzfiguren Apostel Petrus und Jakobus den Älteren sowie zwei weitere Heilige über den Opfergangsportalen. Den Altaraufsatz bildet ein brennendes Herz im Strahlenkranz, umgeben von Engeln.
An den beiden Seitenaltären tragen Engelsfiguren das reich verkröpfte Gebälk.
Die Mittelnische des linken Seitenaltars birgt eine thronende Muttergottes mit zwei knienden Ordensheiligen, den Aufsatz bildet eine Darstellung der heiligen Dreifaltigkeit. Am rechten Seitenaltar ist der Tod des Franz Xaver wiedergegeben, darüber die Heilige Familie.
Am Korb der Kanzel sitzen die vier lateinischen Kirchenväter. Reliefs an den Brüstungsfeldern zeigen die Berufung des Matthäus, die Himmelfahrt des Elias und den Sämann. Am Schalldeckel ist die Verklärung am Berg Tabor zu sehen.

## Karner
Das Beinhaus südwestlich der Kirche ist ein romanischer Rundbau aus dem 13. Jahrhundert mit steinplattlgedecktem Kegeldach, einer halbkreisförmigen Apsis mit Sterngewölbe auf Konsolen, das im 16. Jahrhundert bemalt wurde. Das Rundbogenfenster an der Südseite wurde 1982 freigelegt. Außen sind ein römerzeitliches Grabbaurelief mit der Darstellung eines geflügelten Genius und ein profiliertes Gesimsfragment eingemauert.
Die Rundkapelle in der Nordostecke der Kirchhofmauer war ein Befestigungsturm der ehemaligen Wehranlage.